# SN 2007av
SN 2007av – supernowa typu II-P odkryta 20 marca 2007 roku w galaktyce NGC 3279. W momencie odkrycia miała maksymalną jasność 15,50m.